# Tanju Kayhan
Tanju Kayhan (ur. 22 lipca 1989 w Wiedniu) – austriacki piłkarz pochodzenia tureckiego występujący na pozycji obrońcy.

## Kariera klubowa
Kayhan treningi rozpoczął w Rapidzie Wiedeń. W 2007 roku został włączony do jego rezerw, a rok później do pierwszej drużyny. W Bundeslidze zadebiutował 15 listopada 2008 w wygranym 5:0 pojedynku z LASK Linz. W sezonie 2008/2009 wywalczył z zespołem wicemistrzostwo Austrii. Sezon 2009/2010 spędził na wypożyczeniu w innym pierwszoligowcu – SC Wiener Neustadt, z którym osiągnął finał Pucharu Austrii. Potem wrócił do Rapidu, w którym grał jeszcze w sezonie 2010/2011.
W 2011 roku Kayhan przeszedł do tureckiego Beşiktaşu JK. W Süper Lig zadebiutował 25 września 2011 w wygranym 1:0 spotkaniu z Antalyasporem. Z Beşiktaşu był wypożyczany do Mersin İdman Yurdu, Eskişehirsporu oraz Elazığsporu. W sezonie 2014/2015 był piłkarzem Karabüksporu, a latem 2015 przeszedł do Sturmu Graz. W 2016 trafił do Göztepe. W sezonie 2016/2017 awansował z nim z 1. Lig do Süper Lig.
W 2018 roku odszedł do Adany Demirspor, jednak w jej barwach nie rozegrał żadnego spotkania. Występował też w amatorskich drużynach w Austrii – SV Stripfing oraz SV Hundsheim, po czym zakończył karierę.

## Statystyki ligowe
| Rozgrywki  | Poziom | Kraj    | Mecze | Bramki |
| ---------- | ------ | ------- | ----- | ------ |
| Süper Lig  | I      | Turcja  | 78    | 0      |
| 1. Lig     | II     | Turcja  | 18    | 0      |
| Bundesliga | I      | Austria | 57    | 0      |

## Kariera reprezentacyjna
W latach 2009–2010 Kayhan występował w reprezentacji Austrii U-21.